# 나카미카와 데쓰지
나카미카와 데쓰지(일본어: 中三川 哲治, 1971년 6월 24일~)는 일본의 축구 선수, 지도자이다.

## 구단 경력
1990년 혼다 기연에 입단하였다. 1995년 도스 퓨쳐즈로 이적했다. 1998년부터 2004년까지 사가 난요 클럽에서 뛰었다.

## 지도자 경력
2020년부터 2022년까지 이와테 그루자 모리오카의 코치을 맡으며 2023년 9월 이와테 그루자 모리오카의 감독으로 취임하였다.